# Steve Guerdat
Steve Guerdat, né le 10 juin 1982 à Bassecourt dans le canton du Jura, est un cavalier suisse de saut d'obstacles, champion olympique individuel aux Jeux olympiques d'été de 2012 à Londres, double champion d'Europe par équipe mais aussi champion d'Europe en individuel, ou encore triple vainqueur de la Finale Coupe du Monde.
À partir de janvier 2019, Steve Guerdat occupe la 1re place de la FEI Longines Ranking List et ceci jusqu'à mai 2021, pour l'une des dominations les plus longues. De la même manière, il présente l'un des palmarès les plus fournis de l'histoire.

## Biographie

### Jeunesse et formation
Steve Guerdat est né le 10 juin 1982 à Bassecourt, en Suisse. Il découvre l'équitation très jeune grâce à son père Philippe Guerdat. Il passe son brevet à Corminboeuf. Il montre rapidement un grand talent dans cette discipline et obtient sa licence à 11 ans, en octobre 1993, aidé par son entraîneur Roger Bourquard. L'année suivante, il est qualifié pour la finale du Championnat de Suisse Junior et intègre l'équipe suisse Junior. À 14 ans, il commence sa carrière professionnelle chez le cavalier suisse Beat Mändli.
En 1996, après avoir rejoint les écuries de son père, il se classe 5e des Championnats de Suisse Junior, puis il obtient la médaille de bronze en 1997, avant de les remporter l'année suivante. En 2000, Steve intègre le circuit des Jeunes Cavaliers. Il obtient la 4e place aux Championnats d'Europe des Jeunes Cavaliers à Gijón l'année suivante.

### 2002 - 2006: l’ascension au haut niveau
En 2002, après avoir remporté la Coupe des Nations de Zagreb (Croatie), Steve Guerdat rejoint les écuries de Jan Tops à Valkenswaard. Ce partenariat lui permettra d'atteindre rapidement le plus haut niveau du CSO mondial. En effet, l'année suivante, il remporte la médaille de bronze par équipe au Championnat d'Europe à Donaueschingen (Allemagne) avec Tepic et se classe 6e en individuel.
Il obtient la 5e place par équipes aux Jeux olympiques d'Athènes avec Olympic en 2004 (tout comme son père 20 ans plus tôt à Los Angeles), puis la médaille d'argent par équipe au Championnat d'Europe de San Patrignano (Italie) avec Pialotta en 2005. Durant cette période, Steve Guerdat brille également en individuel : en 2004, il remporte son premier Grand Prix Coupe du monde face à son public à Genève avec Campus VIII. L'année suivante, il prend la 6e place de sa première Finale Coupe du monde à Las Vegas avec Pialotta et remporte le Global Champions Tour de Cannes avec Tijl van het Pallieterland.

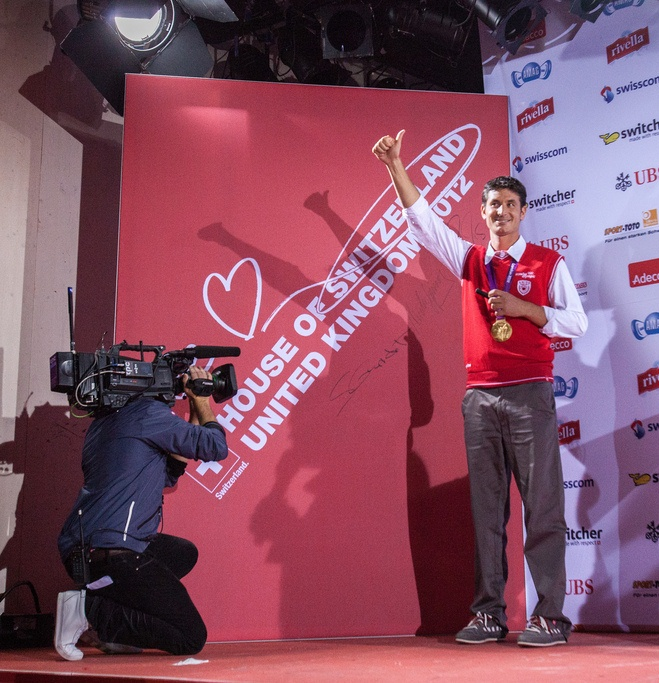
Steve Guerdat célébrant sa médaille d'or à la "Maison Suisse", à Londres.

### 2007 - 2013: Top 10 mondial et sacre olympique
Fin 2006, après une baisse de forme à la suite de son départ des écuries de Jan Tops, l'achat de Jalisca Solier par Yves G. Piaget lui permet de renouer avec la victoire (vainqueur des Grand Prix Coupe du monde de Genève et Vigo). Il sera qualifié pour la Finale Coupe du Monde de Las Vegas en 2007 et prendra la 3e place avec Tresor V. Depuis 2007, il est installé dans les écuries de M.Urs Schwarzenbach, au Rütihof, à Herrliberg. En 2008, après avoir remporté les Championnats suisses de Bâle avec Tresor V, il obtient la médaille de bronze par équipes aux Jeux olympiques de Pékin à Hong Kong avec Jalisca Solier. Il se classe également 7e de la Finale Coupe du monde de Göteborg avec Tresor. En 2009, Steve Guerdat s'offre avec l'équipe suisse les Coupes des Nations des CSIO-5* de La Baule (avec Jalisca Solier) et Rotterdam (avec Tresor), mais surtout la médaille d'or par équipes aux Championnats d'Europe de Windsor (associé à Jalisca Solier). En 2010, après une contre-performance aux JEM de Lexington, il remporte avec Jalisca Solier la Finale Top Ten de Genève. L'année suivante, Nino des Buissonnets et Nasa, nouvelles recrues de Steve Guerdat, lui permettent de remporter respectivement le Global Champions Tour de Rio de Janeiro et le Grand Prix Crédit Suisse du CHI-W 5* de Genève. Accompagné de Jalisca Solier il obtient la médaille d'argent par équipe au Championnat d'Europe de Madrid.
Cette année 2012 commence avec succès pour Steve Guerdat. En janvier, il remporte le Grand Prix Rolex du CSIW-5* de Zurich avec Nasa. Ses bons résultats sur le circuit Coupe du monde 2011-2012 lui permettent de se qualifier pour la Finale de Bois-le-Duc où il obtient la 2e place avec Nino des Buissonnets. En juin, il remporte le Prix Le Touessrok lors du Global Champions Tour de Cannes avec Jalisca Solier. Lors de ses troisièmes Jeux Olympiques, il remporte la médaille d'or en individuel avec Nino des Buissonnets.
En septembre 2012, il remporte le Grand Prix 5* de Rio de Janeiro avec Nino. Ses bons résultats lui permettent de devenir Numéro 1 mondial en octobre. Il est le troisième cavalier suisse à devenir Numéro 1 mondial, après Markus Fuchs et Pius Schwizer. Cependant, il ne restera qu'un mois en tête du classement Rolex Ranking, et descendra à la deuxième place en novembre.
Le cavalier jurassien a également créé en 2012 sa marque de sportswear « SG de Steve Guerdat » avec la marque Suisse Berence d'abord,, et depuis 2013, avec Honda.

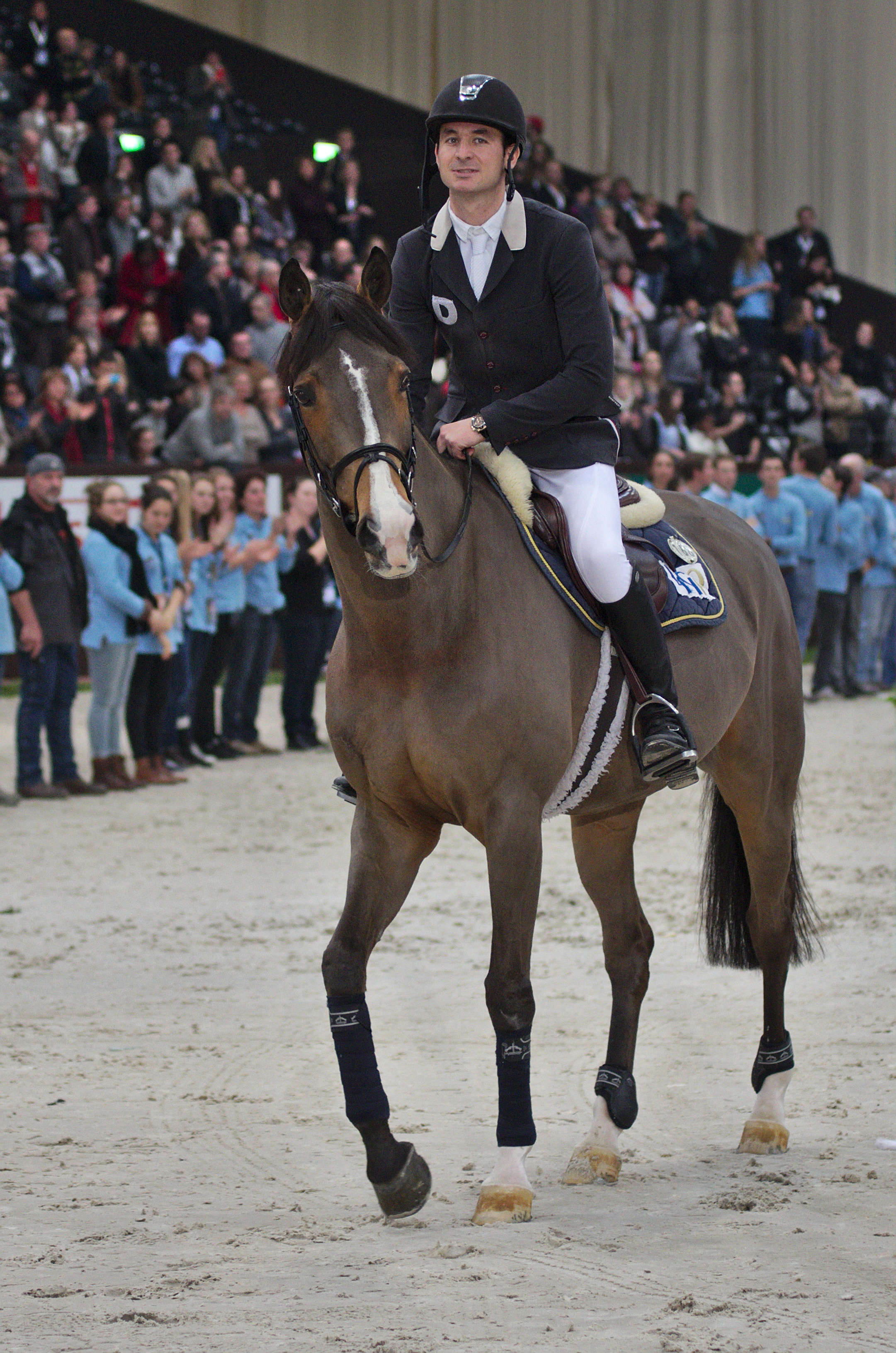
Steve Guerdat et Jalisca Solier lors de ses adieux à la compétition

En avril 2013, il termine à la deuxième place de la finale de la Coupe du monde pour la deuxième année consécutive, après deux fautes de Nino des Buissonnets lors du barrage face à Beezie Madden. En août 2013, Steve Guerdat et Nino sont sélectionnés pour les Championnats d'Europe d'Herning. L'équipe suisse prend la 5e place et Guerdat termine 8e en individuel. Au début d'octobre, il prend la 2e place des deux premières étapes Coupe du monde lors des Grands Prix d'Oslo et Helsinki, grâce à son Selle français Nino des Buissonnets. En décembre 2013, lors du CHI 5* de Genève, il fait les adieux à la compétition de sa jument Jalisca Solier et remporte le Grand Prix avec Nino des Buissonnets.

### 2014 - 2019: Confirmation et sommet mondial
Son année 2014 est encore ponctuée de quelques beaux classements dont la Coupe des Nations de Lummen avec Nasa et les Grands Prix de Munster et Helsinki avec Nino des Buissonnets. Elle ne démarre cependant pas de la meilleure des manières puisque Steve apprend lors du CSI-5* de Zurich, que sa fidèle Jalisca Solier, vient de quitter ce monde après un accident survenu dans son paddock provoquant une fracture de son antérieur droit, irréparable chez un équidé.
Malgré ses bonnes performances, les Jeux Equestres Mondiaux ne se solderont que par une onzième place par équipe et en individuel. La Finale Coupe du Monde, quant à elle, se traduira par une cinquième place, après les deux secondes places acquises les deux années précédentes pour ce couple composé de Steve Guerdat et Nino.
En avril 2015, il parvient enfin à remporter sa première Finale Coupe du Monde avec sa jument en grande forme, Albfuehren's Paille de la Roque, qui avait quelques semaines auparavant remporté le Grand Prix Coupe du Monde du CSI-5* de Goteborg. Une année qui débute bien pour le cavalier Jurassien, allant même jusqu'à remporter le Grand Prix de La Baule. Toutefois, ce concours se transforme en cauchemar pour le Suisse qui est disqualifié et est accusé de dopage à la codéine et à l'oripavine sur deux de ses chevaux, Nasa et son champion Nino des Buissonnets. Cette mésaventure le conduit à une suspension provisoire de deux mois. La piste du dopage volontaire est finalement écartée et il est déclaré innocent et non coupable de négligence sur ses chevaux. Les preuves fournies conduisent la FEI a privilégier la piste d'une contamination par l'alimentation. Après cette mauvaise passe, il reprend le cours de ses bonnes performances et termine même l'année avec une exceptionnelle deuxième victoire avec Nino des Buissonnets dans le Grand Prix de Genève, après celle acquise en 2013.
2016 commence de la même manière que l'année précédente pour Steve Guerdat qui remporte en avril sa seconde victoire consécutive dans la Finale Coupe du Monde, cette fois-ci avec Corbinian. Il rentre ainsi dans le cercle très fermé des cavaliers ayant réussi le doublé, qui plus est avec un cheval différent qu'est ce Corbinian que l'on n'attendait certainement pas à ce niveau à ce moment-là. Après de bonnes performances toute l'année en Grand Prix et Coupe des Nations avec la Suisse, il voit son principal objectif, les Jeux Olympiques, lui échapper pour une petite faute lors de l'ultime barrage. Il déclarera d'ailleurs toute sa déception de ne pas avoir pu offrir un doublé historique à son cheval d'exception, Nino des Buissonnets. Cela ne l'empêche cependant pas de remporter quelques semaines plus tard, la Coupe des Nations du mythique CSIO-5* de Calgary avec Corbinian, qui confirme ses bonnes performances de début d'année.
Steve Guerdat choisit alors logiquement Genève pour faire les adieux à la compétition de son Champion Olympique, Nino, trois ans après celle de Jalisca Solier. Et, c'est avec un vibrant hommage de l'arène genevoise, notamment avec des pancartes à son effigie, que Nino se retire du sport, après de nombreuses années au plus haut niveau ponctuées de belles performances et d'émotions.
L'année 2017 marque un grand tournant dans la vie de Steve Guerdat puisqu'il décide de changer d'écurie, pour acheter les siennes à Elgg, dans le canton de Zurich. Anciennement propriété du grand cavalier Paul Weier, ces écuries disposent de grands espaces verts, d'un manège, d'un grand nombre de box mais aussi d'une carrière, indispensable face à la pluie.
Au niveau des performances, cette année s'avère très prolifique grâce à la bonne forme de ses chevaux. Ainsi, Hannah se révèle au plus haut niveau et remporte les Grands Prix de Lummen, Stuttgart et Falsterbo, Corbinian confirme et remporte le Grand Prix de Villach-Treffen, Albfuehren's Happiness réalise le triplé dans le Grand Prix 2* de Dettighofen tandis que Bianca lui permet de faire partie de l'équipe médaillée de bronze aux championnats d'Europe de Göteborg.
L'année suivante confirme sa place parmi l'élite mondiale du saut d'obstacle, restant régulièrement dans le top 10 des meilleurs cavaliers, classement alors dominé par le néerlandais, Harrie Smolders. Il remporte ainsi la Coupe des Nations de Samorin mais aussi le premier Grand Prix au plus haut niveau pour sa jument de tête, sa nouvelle crack, Albfuehren's Bianca. Cette victoire n'est que le début d'une belle histoire, puisque dès l'été suivant, ils se hissent sur la troisième marche du podium mondial lors des Jeux Equestres Mondiaux de Tryon, derrière l'allemande Simone Blum et DSP Alice et son compatriote Martin Fuchs et Clooney 51. Sa fin d'année est marquée par une série de classements dans le circuit coupe du monde, et, elle se termine par une victoire dans Top Ten de Genève avec Alamo, avant une seconde place dans le Grand Prix avec Bianca.
Ses performances précédentes le récompensent en ce début d'année, puisqu'il devient numéro un mondial. Une place qu'il tiendra d'ailleurs toute l'année, fait rare dans un sport ou la concurrence est rude. Mais ce sont bien ses nombreuses victoires qui lui permettent de tenir son rang. D'abord, il remporte sa troisième Finale Coupe du Monde en avril avec Alamo, rentrant définitivement dans les annales comme étant l'un des cinq cavaliers de l'histoire à avoir réussi ce rare triplé. Il s'illustre ensuite en Coupe des Nations et notamment à La Baule grâce à deux parcours sans fautes qui offrent la victoire à la Suisse, mais aussi dans les Grands Prix de St Gall, de Calgary et de Waregem avec Venard de Cerisy et Alamo. En revanche, ses Championnats d'Europe se solderont par aucune médaille, que ce soit en équipe ou en individuel (douzième en individuel et sixième en équipe).
Côté vie privée, sa compagne Fanny Skalli annonce durant l'été, sur son compte Instagram, ses fiançailles avec le cavalier suisse, cette dernière étant elle même cavalière au niveau deux étoiles.
Après sa domination mondiale durant une année entière, Steve Guerdat perd sa place de numéro un des cavaliers au profit de son jeune compatriote, Martin Fuchs. Toutefois, cela ne durera qu'un mois puisque dès le mois suivant, il récupère le brassard Longines, notamment grâce à la bonne forme de Victorio des Frotards, qui en trois participations à des Grands Prix, signe trois victoires : deux à Bâle et une à Bordeaux, pour deux étape Coupe du Monde.

## Palmarès
Ses principaux résultats en compétition :
- 1996 :
  - 5e des Championnats de Suisse junior à Dagmersellen
- 1997 :
  - 12e en individuel et 3e par équipe aux Championnats d'Europe junior à Moorsele (Belgique) avec Cayetano
  - Médaille de bronze aux Championnats de Suisse junior à Bellinzone
- 1998 :
  - Vainqueur du CSI-Y de Vienne (Autriche) avec Geometric
  - Vainqueur du CSIO-Y de Reims
- 1999 :
  - 4e en individuel et 6e par équipe aux Championnats d'Europe junior à Munchwillen (Suisse) avec Mecano
  - Vainqueur du Championnat Audi
  - Vainqueur du CSIO-Y de St-Gall (Suisse)
- 2000 :
  - 13e en individuel et 4e par équipe aux Championnats d'Europe jeunes cavaliers à Hartpury (Grande-Bretagne) avec Mecano
  - 2e des CSI-A de Pignerol (Italie et de Neuendorf (Suisse) avec Geometric
- 2001 :
  - 5e en individuel et 7e par équipe aux Championnats d'Europe jeunes cavaliers de Gijón (Espagne) avec Enzzo
  - Vainqueur des CSI-A de Mesikon (Suisse) et de Neuendorf (Suisse) avec Mecano
- 2002 :
  - 3e par équipe aux championnats d'Europe jeunes cavaliers de Copenhague (Danemark) avec Lord Farei
  - Vainqueur du CSIO-W de Zagreb (Croatie avec Harbour Glen
  - Vainqueur du CSI-B de Giubiasco (Suisse) avec Harmonie du Roc
- 2003 :
  - 6e en individuel aux Championnats d'Europe de Donaueschingen (Allemagne) avec Tepic
  -   Médaille de bronze en équipe aux Championnats d'Europe de Donaueschingen avec Tepic 
  - 3e du Grand Prix du CSIW-5* de Londres (Grande-Bretagne) avec Campus VIII
- 2004 :
  - 5e par équipe aux Jeux Olympiques d'Athènes (Grèce)
  - Vainqueur du Grand Prix du CHI-5* de Genève (Suisse) avec Campus VIII
  - Vainqueur du Grand Prix du CSI de Valkenswaard (Pays-Bas) avec Isis du Marais
  - Vainqueur du Grand Prix du CSI de Vejer de la Frontera (Espagne) avec Orchidée B
- 2005 :
  - 7e en individuel aux Championnats d'Europe de San Patrignano (Italie) avec Pialotta
  -   Médaille d'argent par équipe aux Championnats d'Europe de San Patrignano avec Pialotta 
  - Vainqueur de l'épreuve des Six Barres du CSI-5* de Wiesbaden (Allemagne) avec Tijl van het Pallieterland
  -  Vainqueur du Global Champions Tour de Cannes avec Tijl van het Pallieterland 
  - 6e de la Finale Coupe du Monde de Las Vegas (États-Unis) avec Pialotta
- 2006 : Steve Guerdat et Nino des Buissonnets, lors du Grand Prix Coupe du Monde du CHI-5* de Genève (décembre 2012).

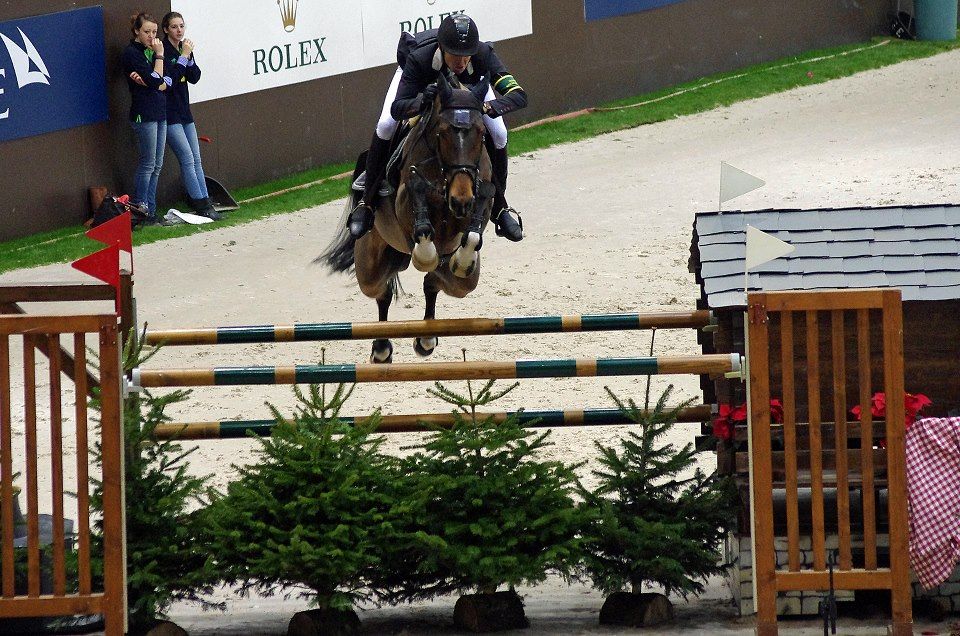
Steve Guerdat et Nino des Buissonnets, lors du Grand Prix Coupe du Monde du CHI-5* de Genève (décembre 2012).

  -  Vainqueur du Grand Prix Coupe du Monde de Genève avec Jalisca Solier 
  - 4e du Grand Prix du CSI-5* de Paris avec Jalisca Solier
  - 7e du Grand Prix Coupe du Monde de Malines (Belgique) avec Trésor V
- 2007 :
  - 3e de la Finale Coupe du Monde de Las Vegas (États-Unis) avec Trésor
  -  Vainqueur du Grand Prix Coupe du Monde de Vigo (Espagne) avec Jalisca Solier 
  - 2e du Grand Prix du CSI-5* de La Corogne (Espagne) avec Ferrari
  - 3e des German Masters du CSIW-5* de Stuttgart (Allemagne) avec Kador du Valon
- 2008 :
  -  Médaille de bronze par équipes aux Jeux Olympiques de Hong Kong (Chine) avec Jalisca Solier 
  - 10e en individuel aux Jeux Olympiques de Hong Kong (Chine) Jalisca Solier
  - Vainqueur du Défi des Champions lors du CHI-5* de Genève avec Trésor
  -   Médaille d'or aux Championnats de Suisse à Bâle avec Ferrari 
  - 2e des Coupes des nations des CSIO-5* de La Baule et St-Gall avec Jalisca Solier
  - 7e de la Finale Coupe du Monde de Göteborg (Suède) avec Trésor
- 2009 :
  -   Médaille d'or par équipe aux Championnats d'Europe à Windsor (Grande-Bretagne) avec Jalisca Solier 
  - Vainqueur du Embratel Masters lors du Global Champions Tour de Rio de Janeiro (Brésil) avec Trésor
  -  Vainqueur du Grand Prix du CSIO-5* de Rotterdam (Pays-Bas) avec Trésor 
  - Vainqueur de la Coupe des nations du CSIO-5* de La Baule avec Jalisca Solier
  - 8e de la Finale Coupe du Monde de Las Vegas (États-Unis) avec Trésor
- 2010 :
  - Vainqueur du Prix Jumping International de Monte-Carlo lors du Global Champions Tour de Monaco avec Trésor
  -  Vainqueur de la Finale Top Ten Rolex IJRC de Genève avec Jalisca Solier 
  - 4e du Prix du Grand Palais lors du Saut Hermès à Paris avec Ferrari
  -  Vainqueur du Grand Prix Coupe du Monde du CSIW-5* de Zurich (Suisse) avec Trésor 
  - 14e de la Finale Coupe du Monde de Genève avec Jalisca Solier et Trésor[15]
- 2011 :
  - Vainqueur du Grand Prix Credit Suisse lors du CHI-5* de Genève avec Nasa
  - Vainqueur de la Coupe des nations du CHIO-3* de Bratislava (Slovaquie) avec Nino des Buissonnets
  - Vainqueur du Grand Prix du CSIO-3* de Bratislava avec Ferrari
  - 3e du Grand Prix Coupe du Monde du CSIW-5* de Lyon avec Nino des Buissonnets
  - 4e du Grand Prix Coupe du Monde du CSIW-5* de Genève avec Nino des Buissonnets
- 2012 :
  - Vainqueur du Grand Prix Rolex lors du CSIW-5* de Zurich (Suisse) avec Nasa
  - 2e de la Finale Coupe du Monde de Bois-le-Duc (Pays-Bas) avec Nino des Buissonnets
  - Vainqueur du Prix Le Touessrok lors du Global Champions Tour de Cannes avec Jalisca Solier
  -  Médaille d'or en individuel aux Jeux Olympiques de Londres (Royaume-Uni) avec Nino des Buissonnets
  - Vainqueur du Grand Prix du CSI-5* de Rio de Janeiro (Brésil) avec Nino des Buissonnets
  - 2e des Land Rover Masters avec Chips IV, lors du CSIW-5* de Malines
- 2013 :
  - Vainqueur du Prix "Thermoplan AG" avec Carpalo lors du CSIW-5* de Zurich
  - 2e de la Finale Coupe du Monde de Göteborg (Suède) avec Nino des Buissonnets
  - 2e des Coupes des nations des CSIO-5* de La Baule et Saint-Gall avec Nasa
  - 2e du Grand Prix Rolex de Calgary avec Nasa
  - 2e du Grand Prix Coupe du monde du CSIW-5* d'Oslo avec Nino des Buissonnets
  - 2e du Grand Prix Coupe du monde du CSIW-5* d'Helsinki avec Nino des Buissonnets
  - 2e du Grand Prix Coupe du monde du CSIW-5* de Stuttgart avec Nino des Buissonnets
  - Vainqueur du Grand Prix Coupe du Monde de Genève avec Nino des BuissonnetsSteve et Chips lors du CSIW-5* d'Equita'Lyon (novembre 2013).
- 2014 : 

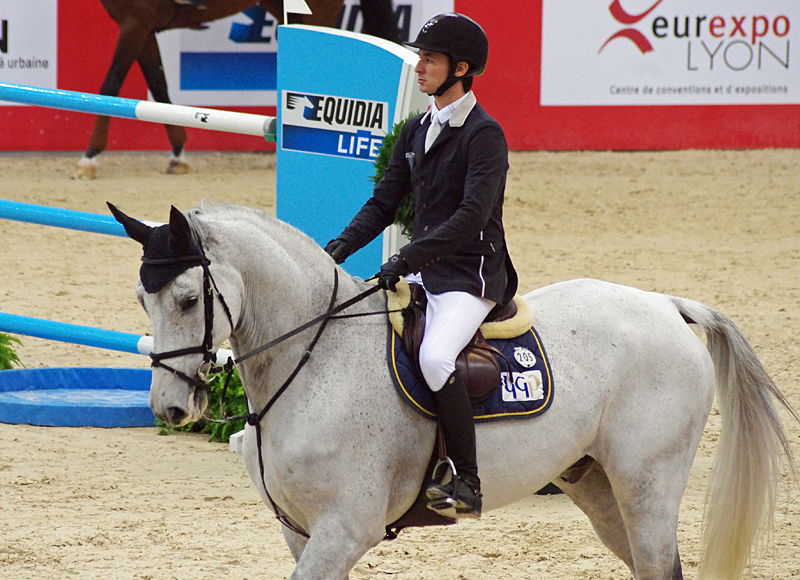
Steve et Chips lors du CSIW-5* d'Equita'Lyon (novembre 2013).

  - Vainqueur d'épreuve 155 cm et 145 cm du CSI-5* de Doha Al Shaqab avec Nasa et Sydney VIII
  - 5e de la Finale Coupe du monde de Lyon (France) avec Nino des Buissonnets
  - Vainqueur de la Coupe des Nations du CSIO-5* de Lummen avec Nasa
  - Vainqueur d'une épreuve 145 cm du CHIO-5* d'Aix-la-Chapelle avec Qui Vive de la Tour
  - Vainqueur du Grand Prix CSI-4* de Münster avec Nino des Buissonnets
  - 11e aux Jeux Equestres Mondiaux de Caen en Individuel avec Nino des Buissonnets & 11e place par équipes
  - 2e du Grand Prix CSI-5* de Los Angelès avec Albführen's Paille de la Roque
  - 3e du Grand Prix Coupe du Monde du CSIW-5* d'Oslo avec Albführen's Paille de la Roque
  - Vainqueur du Grand Prix Coupe du Monde du CSIW-5* d'Helsinki avec Nino des Buissonnets
  - 3e du Grand Prix Coupe du Monde du CSIW-5* de Stuttgart avec Nino des Buissonnets
  - 3e du Top Ten Final IJRC du CHI-5* de Genève avec Albführen's Paille de la Roque
- 2015 :
  - Vainqueur de deux épreuves 1,45 m et 1,50 m du CSIW-5* de Bordeaux avec Albfuhren's Memphis
  -  Vainqueur du Grand Prix Coupe du Monde du CSIW-5* de Göteborg (Suède) avec Albführen's Paille de la Roque
  - Vainqueur de la Finale Coupe du Monde de Las Vegas (États-Unis) avec Albführen's Paille de la Roque
  - Vainqueur du Grand Prix du CSIO-5* de La Baule avec Nino des Buissonnets avant disqualification
  - 2e du Grand Prix du CSIO-5* de St Gall avec Nino des Buissonnets
  - Grand Prix du CSI-2* de Dettighofen avec Alfuehren's Happiness
  - 4e du Grand Prix Coupe du Monde du CSIW-5* d'Helsinki avec Nino des Buissonnets
  - Vainqueur du Grand Prix Coupe du Monde de Genève avec Nino des Buissonnets

- 2016 :
  -  Vainqueur de la Finale Coupe du Monde de Göteborg (Suède) avec Corbinian
  - 5e du Grand Prix du CSI-5* de Mexico avec Albfuehren's Bianca
  - 2e de la Coupe des Nations du CSIO-5* de Rotterdam (Pays-Bas) avec Nino des Buissonnets
  - Vainqueur du Grand Prix du CSI-2* de Dettighofen avec Albfuehren's Happiness
  - 4e en individuel et 6e par équipes aux Jeux Olympiques de Rio de Janeiro avec Nino des Buissonnets
  - 2e du Grand Prix du CSI-5* de Bruxelles avec Albfuehren's Bianca
  - Vainqueur de la Coupe des Nations du CSIO-5* de Calgary (Canada) avec Corbinian
  - 5e du Grand Prix Coupe du Monde du CSIW-5* d'Helsinki avec Albfuehren's Bianca
  - 2e du Grand Prix du CSI-3* de Liège avec Corbinian
  - 3e du Grand Prix Coupe du Monde du CSIW-5* de Londres avec Corbinian
- 2017 :
  - Vainqueur d'une épreuve 1,45 m du CSI-5* de Bâle avec Albfuehren's Happiness
  - Vainqueur du Grand Prix du CSI-3* de San Giovanni avec Hannah
  - 8e de la Finale Coupe du Monde de Omaha avec Albfuehren's Bianca
  - Vainqueur du Grand Prix du CSIO-5* de Lummen avec Hannah
  - Vainqueur du Grand Prix du CSI-2* de Busto Arsizio avec Ulysse des Forêts
  - 2e de la Coupe des Nations du CSIO-5* de St-Gallen avec Albfuehren's Bianca & 5e du Grand Prix 5* avec Hannah
  - Vainqueur du Grand Prix du CSI-5* de Villach-Treffen avec Corbinian
  - 2e de la Coupe des Nations du CSIO-5* de Rotterdam avec Albfuehren's Bianca
  - Vainqueur du Grand Prix du CSIO-3* de Roeser avec Cayetana
  - Vainqueur du Grand Prix du CSI-2* de Dettighofen avec Albfuehren's Happiness
  - Vainqueur du Grand Prix du CSIO-5* de Falsterbo avec Hannah
  -  Médaille de Bronze par équipes aux Championnats d'Europe de Göteborg avec Albfuehren's Bianca
  - 4e de la Finale Coupe des Nations du CSIO-5* de Barcelone avec Albfuehren's Bianca
  - 3e du Grand Prix Coupe du monde du CSIW-5* de Lyon avec Albfuehren's Bianca
  - Vainqueur du Grand Prix Coupe du Monde du CSIW-5* de Stuttgart avec Hannah

- 2018 :

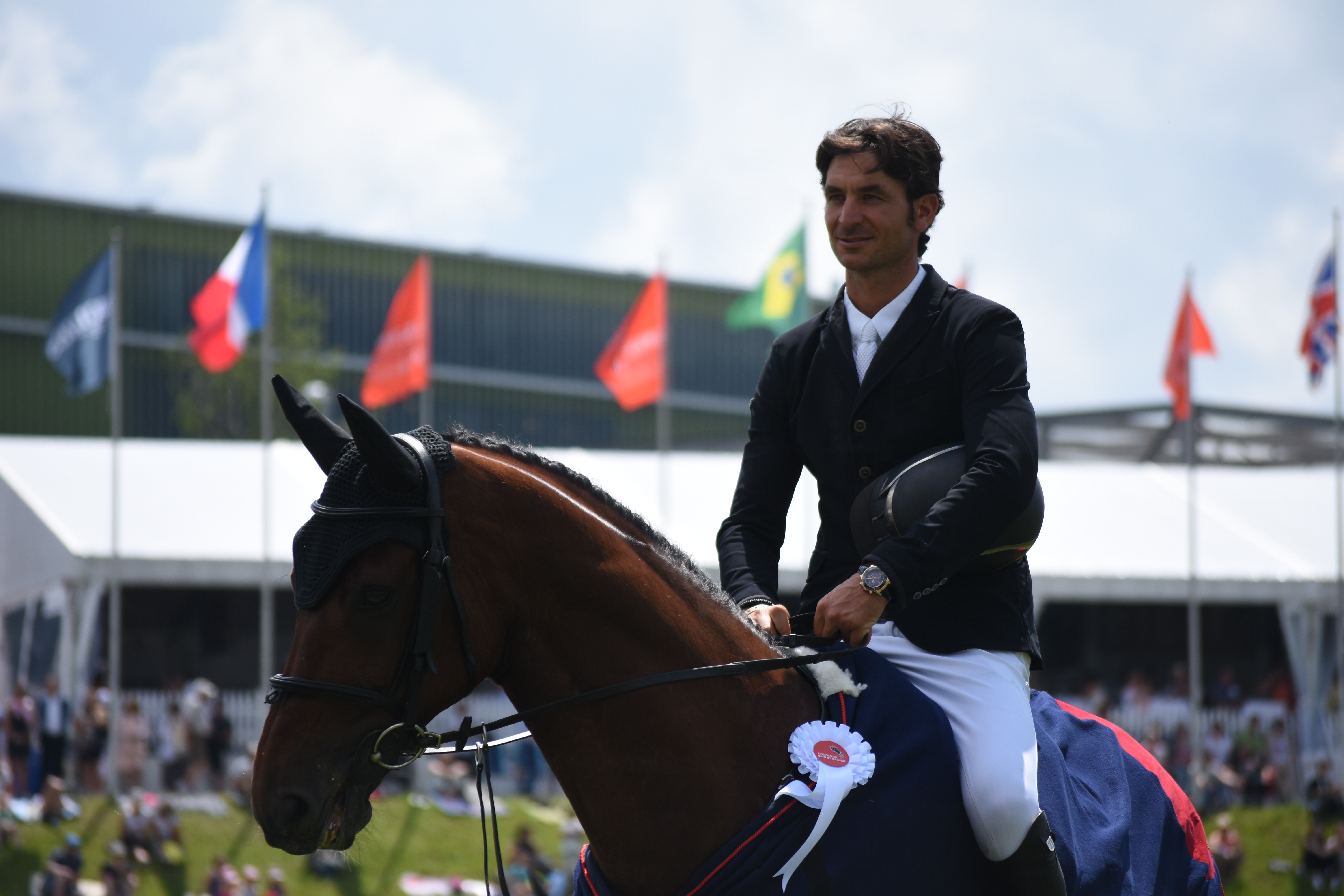
Steve Guerdat et Corbinian lors du CSIO-5* de St Gall

  - 10e de Finale Coupe du Monde de Paris AccorHotels Arena avec Ablfuehren's Bianca
  - Vainqueur de la Coupe des Nations du CSIO-5* de Samorin avec Hannah & Vainqueur de deux épreuves 1,50 m avec Corbinian
  - Vainqueur du Grand Prix du CSI-5* de Windsor avec Albfuehren's Bianca
  - 2e de la Coupe des Nations du CSIO-5* de Rome avec Alamo & Vainqueur d'une épreuve 1,55 m avec Hannah
  - 2e de la Coupe des Nations du CSIO-5* de St-Gallen avec Albfuehren's Bianca & Vainqueur d'une épreuve 1,50 m avec Corbinian
  - 5e du Grand Prix Rolex du CHIO-5* de Aix-la-Chapelle avec Albfuehren's Bianca lors du Rolex Grand Slam
  - 2e d'une épreuve 1,60 m du CSIO-5* de Calgary avec Alamo lors du Rolex Grand Slam
  -  Médaille de bronze aux Jeux Equestres Mondiaux de 2018 de Tryon (États-Unis) avec Albfuehren's Bianca
  - 2e du Grand Prix du CSIW-5* d'Oslo avec Ulysse des Forêts
  - 3e du Grand Prix Coupe du Monde du CSIW-5* de Lyon avec Albfuehren's Bianca
  - 8e du Grand Prix Coupe du Monde du CSIW5* de Stuttgart avec Alamo & Vainqueur d'une épreuve 1,55 m avec Venard de Cerisy
  - 2e du Grand Prix Coupe du Monde du CSIW-5* de Madrid avec Ulysse des Forêts
  - Vainqueur du Top Ten Final IJRC du CHI-5* de Genève avec Alamo & 2e du Grand Prix Rolex 5* avec Albfuehren's Bianca
- 2019 :
  - Vainqueur d'une épreuve 1,50 m du CSI-5* de Doha avec Hannah
  - 2e du Grand Prix Rolex du CSI-5* d'Bois-le-Duc avec Albfuhren's Bianca lors du Rolex Grand Slam
  -  Vainqueur de la Finale Coupe du Monde de Göteborg avec Alamo
  - 2e du Grand Prix du CSI-4* de St-Tropez avec Flair
  - Vainqueur de la Coupe des Nations de La Baule avec Albfuehren's Bianca & 2e du Grand Prix du CSIO-5* avec Ablfuehren's Bianca
  - Vainqueur du Grand Prix du CSIO-5* de St-Gallen avec Venard de Cerisy & 3e de la Coupe des Nations avec Albfuehren's Bianca
  - Vainqueur du Grand Prix CSI-5* de Calgary avec Venard de Cerisy
  - 2e de la Coupe des Nations de Falsterbo avec Albfuehren's Bianca
  - 12e en individuel des Championnats d'Europe de Rotterdam avec Albfuehren's Bianca & 6e par équipes avec la Suisse
  - Vainqueur du Grand Prix du CSI-2* de Gorla Minore avec Albfuehren's Maddox
  - Vainqueur du Grand Prix du CSI-5* de Waregem avec Alamo & 2e d'une épreuve 1,55 m avec Alamo
  - 3e du Grand Prix du CSI-4* de St-Tropez avec Albfuehren's Maddox
  - 3e du Grand Prix Coupe du Monde du CSIW-5* de Vérone avec Alamo
  - 2e du Grand Prix Coupe du Monde du CSIW-5* de Stuttgart avec Venard de Cerisy
  - Vainqueur de la Coupe de Genève du CHI-5* de Genève avec Venard de Cerisy
- 2020 :
  - Vainqueur du Grand Prix Coupe du Monde du CSIW-5* de Bâle avec Victorio des Frotards
  - Vainqueur du Grand Prix de la Ville de Bâle du CSI-5* avec Victorio des Frotards
  - Vainqueur du Grand Prix Coupe du Monde du CSIW-5* de Bordeaux avec Victorio des Frotards
  - Vainqueur d'une épreuve 1,45 m du CSI-3* d'Oliva avec Ulysse des Forêts
  - Vainqueur du Grand Prix du CSI-5* de St-Tropez avec Victorio des Frotards
  - Vainqueur du Grand Prix du CSI-2* de Gorla Minore avec Uranie de Belcour
  - Vainqueur du Grand Prix du CSI-2* de St-Tropez avec Ulysse des Forêts
  - Vainqueur du Grand Prix du CSI-2* de St-Tropez avec Ulysse des Forêts
  - Vainqueur d'une épreuve 1,45 m du CSI-5* de St-Tropez avec Ulysse des Forêts
  - Vainqueur du Grand Prix du CSI-2* de Gorla Minore avec Jonka-A
  - Vainqueur d'une épreuve 1,50 m du CSI-3* de Riesenbeck avec Uranie de Belcour
- 2021 : 
  - 2e du Grand Prix du CSI-3* d'Oliva avec Jonka-A
  - Vainqueur d'une épreuve 1,45 m du CSI-3* de Vejer de la Frontera avec Ulysse des Forêts
  - 3e du Grand Prix du CSI-4* de Vejer de la Frontera avec Albfuehren's Maddox
  - Vainqueur du Grand Prix du CSI-5* de St-Tropez avec Venard de Cerisy
  - Vainqueur du Grand Prix du CSI-4* de Gorla Minore avec Uranie de Belcour
  - Vainqueur de la Coupe des Nations de La Baule avec Albfuehren's Maddox
  - 2e du Grand Prix du CSI-5* de Windsor avec Venard de Cerisy
  -   Médaille d'or par équipe aux Championnats d'Europe de Riesenbeck avec Albfuehren's Maddox & 11e en individuel
  - Vainqueur du Grand Prix du CSIO-5* de Calgary avec Venard de Cerisy lors du Rolex Grand Slam
  - Vainqueur du Grand Prix du CSI-5* de St-Tropez avec Victorio des Frotards & Vainqueur du Grand Prix du CSI-2* avec Ulysse des Forêts
- 2022 :
  - Vainqueur de deux épreuves 1,50 m du CSI-4* de Vejer de la Frontera avec Albfuehren's Maddox & Vainqueur d'une épreuve 1,45 m avec Dynamix de Belhème
  - Vainqueur d'une épreuve 1,45 du CSI-3* d'Arezzo avec Is-Minka
  - Vainqueur d'une épreuve 1,45 du CSI-3* de Dinard avec Double Jeu d'Honvault
  - 2e du Grand Prix du CSIO-5* de Calgary avec Venard de Cerisy
  - 2e du Grand Prix CSIW-5* à Stuttgart avec Dynamix de Belheme
  - Vainqueur du la Coupe de Genève du CHI-5* de Genève avec Venard de Cerisy
- 2023 :
  - Vainqueur du Grand Prix du CSI-3* d'Oliva avec Is-Minka
  - Vainqueur du Grand Prix du CSI-4* de Vejer de la Frontera avec Dynamix de Belhème
  - Vainqueur du Grand Prix du CSI-3* de Gorla Minore avec Double Jeu d'Honvault
  - {{2<e}} du Grand Prix du CSI-4* d'Arezzo avec Albfuehren's Maddox
  - Vainqueur d'une épreuve 1,55 m du CSI5* de Hambourg avec Is-Minka
  - Vainqueur de la Coupe des Nations du CSIO-5* de St-Gallen avec Venard de Cerisy
  - Vainqueur du Grand Prix du CSI-3* de Roeser avec Double Jeu d'Honvault
  - Vainqueur de la Coupe des Nations du CHIO-5* d'Aix-la-Chapelle avec Venard de Cerisy
  - Vainqueur de la Coupe des Nations du CSIO-5* de Falsterbo avec Dynamix de Belhème & Vainqueur du Derby avec Easy Star de Talma
  - Vainqueur du Grand Prix du CSI-3* de St-Lô avec Is-Minka & Vainqueur d'une épreuve 1,45 m avec Easy Star de Talma
  - Vainqueur de la Coupe des Nations du CSIO-5* de Dublin avec Venard de Cerisy
  - Vainqueur d'une épreuve 1,50 m du CSIO-5* de Bruxelles avec Caracho
  -  Médaille d’or en individuel aux Championnats d'Europe de saut d'obstacles de Milan avec Dynamix de Bélhème
  - 4ème du ROLEX Grand Prix de la ville de Genève avec Dynamix de Belhème

## Chevaux
- Nino des Buissonnets (Champion Olympique, x2 CHI Genève)
- Albfuehren's Bianca (Grand Prix Windsor & Médaille de Bronze aux JEM)
- Jalisca Solier (Grand Prix Genève & Top Ten Rolex)
- Alamo (Top Ten Rolex & Finale Coupe du Monde & Grand Prix Waregem)
- Venard de Cerisy (Grand Prix St-Gall/Calgary/St-Tropez)
- Dynamix de Belhème (Championne d'Europe)
- Hannah (Grand Prix Lummen/Falsterbo/Helsinki)
- Albfuehren's Paille (Finale Coupe du Monde & Grand Prix Goteborg)
- Corbinian (Finale Coupe du Monde & Grand Prix Villach-Treffen)
- Hubba Bubba 2
- Double Jeu D'Honvault
- Is-Minka
- Victorio des Frotards (x2 Grand Prix de Bâle, Grand Prix de Bordeaux, Grand Prix de St-Tropez)
- Albfuehren's Maddox (Coupe des Nations de La Baule, Champion d'Europe par équipe)
- Albfuehren's Happiness
- Albfuehren's Iashin Sitte
- Flair
- Caracho
- Looping Luna
- Ulysse des Forêts
- Urzo d'Iso
- Carenina
- Cayetana
- Concetto Son
- Kavalier
- Janus VB
- Albfuehren's Vaya de Brenil Chaine
- Dioleen
- Clair II
- Carpalo
- Catalina CH
- Ophelia CH
- Sidney VIII
- Zanzibar
- Ferrari
- Tresor
- Urgent
- Come On Girl
- Tepic LS